# Blizna
Blizna (polonès: Cicatriu) és una pel·lícula polonesa de 1976 escrita i dirigida per Krzysztof Kieślowski i protagonitzada per Franciszek Pieczka. Filmada a Olechów, Polònia, la pel·lícula tracta sobre un home encarregat de la construcció d'una gran fàbrica química a la seva ciutat natal davant la forta oposició de la gent del poble que estan preocupats per les seves necessitats a curt termini. La pel·lícula va rebre el premi especial del jurat del festival de cinema polonès (Krzysztof Kieslowski) i el premi al millor actor (Franciszek Pieczka) el 1976. Blizna va ser el segon llargmetratge de Krzysztof Kieślowski, però el primer que es va estrenar directament als cinemes.

## Argument
Després de discussions i negociacions deshonestes, es pren una decisió sobre on es construirà una gran fàbrica química nova. Stefan Bednarz (Franciszek Pieczka), un home de partit honest, s'encarrega de la construcció. Bednarz solia viure a la petita ciutat on s'ha de construir la fàbrica, i la seva dona hi havia estat activista del partit. Tot i que té records desagradables de la ciutat, Bednarz es proposa construir un lloc on la gent pugui viure bé i treballar bé. Les seves intencions i conviccions, però, entren en conflicte amb les dels ciutadans que es preocupen sobretot per les seves necessitats a curt termini. Desil·lusionat, Bednarz renuncia a la seva posició.

## Repartiment
- Franciszek Pieczka com a Stefan Bednarz
- Mariusz Dmochowski com a president
- Jerzy Stuhr com a assistent de Bednarz
- Jan Skotnicki
- Stanislaw Igar com a ministre
- Stanislaw Michalski
- Michal Tarkowski com a editor de televisió
- Andrzej Skupien
- Halina Winiarska com l'esposa de Bednarz
- Joanna Orzeszkowska com a Eva (la filla de Bednarz)
- Jadwiga Bryniarska
- Agnieszka Holland com a secretària
- Malgorzata Lesniewska
- Asja Łamtiugina
- Ryszard Bacciarelli
- F. Descalç
- Bohdan Ejmont
- Henryk Hunko
- Jan Jeruzal
- Zbigniew Lesien
- Konrad Morawski
- Jerzy Prazmowski
- Jan Stawarz
- Wojciech Stockinger
- Kazimierz Sulkowski

## Recepció
Kultur online veu l'obra com una pel·lícula que s'adhereix clarament a les arrels documentals de Kieślowski i pinta una "fotja imatge […] de Polònia". Els "colors són literalment expulsats de la pel·lícula, el cel és gris en lloc de blau".
Zelluloid.de també valora la imatgeria efectiva del drama, però sobretot reconeix la previsió de la pel·lícula, "en les imatges sensibles de la qual ja s'estan posant de manifest les catàstrofes ecològiques i polítiques a les quals no sols es dirigia Polònia als anys setanta."

## Premis i nominacions
- Premi especial del jurat del Festival de Cinema Polonès de 1976 (Krzysztof Kieslowski)
- Premi del Festival de Cinema Polonès de 1976 al millor actor (Franciszek Pieczka)[3]